# Say No More (chanson de Ray Charles)
Say No More (littéralement « N'en dis pas plus », en anglais) est une chanson soul et rhythm and blues composée par Pierre Papadiamandis, avec des paroles de Ronnie Bird, enregistrée par Ray Charles et extraite de son album Strong Love Affair (en) sorti en 1996 chez Warner Records.

## Histoire
Les auteurs-compositeurs Pierre Papadiamandis et Ronnie Bird composent le titre Precious Thing en 1989, important succès international des carrières de Ray Charles et Dee Dee Bridgewater, puis ce titre nostalgique Say No More en 1996 pour Ray Charles, sur les thèmes de prédilection de sa carrière : « sa vie de couple, sa carrière d'artiste, ses souvenirs et des sentiments amoureux »[réf. nécessaire]. Alors âgé de 66 ans, il l'enregistre sur l'un des derniers albums de sa vie Strong Love Affair (en), s'accompagnant au piano sur fond d'orchestre symphonique.   
Il l'interprète avec succès lors de ses nombreux derniers concerts internationaux[réf. nécessaire], avec entre autres sa reprise A Song for You (Grammy Award de la meilleure prestation vocale R&B masculine 1994)[réf. nécessaire].  

## Clip
Le clip est réalisé par Olias Barco.